# Lieja-Bastoña-Lieja 1926
La Lieja-Bastogne-Lieja 1926 fue la 16.ª edición de la clásica ciclista Lieja-Bastoña-Lieja. La carrera se disputó el domingo 2 de mayo de 1926, sobre un recorrido de 231 km. El vencedor final fue el belga Dieudonne Smets, que se impuso al esprint a su compañero de fuga, el también belga Joseph Siquet. Alexis Macar completó el podio al llegar a más de un minuto. 

## Clasificación final
| Posición | Ciclista            | Equipo              | Tiempo              |
| -------- | ------------------- | ------------------- | ------------------- |
| 1        | Dieudonné Smets     | -                   | 7h48'30"            |
| 2        | Joseph Siquet       | -                   | s.t.                |
| 3        | Alexis Macar        | -                   | a 1'15"             |
| 4        | Joseph Wauters      | -                   | a 4'00"             |
| 5        | Albert Bolly        | -                   | s.t.                |
| 6        | Louis Muller        | -                   | s.t.                |
| 7        | 8 ciclistas ex-æquo | 8 ciclistas ex-æquo | 8 ciclistas ex-æquo |